# Harold Brest
Harold Martin Brest, né le 2 janvier 1914 en Pennsylvanie et mort le 31 mai 1979, dans la même ville est un criminel américain. Ce braqueur de banques, voleur et kidnappeur américain ayant opéré dans le Midwest des États-Unis dans les années 1930 a, le 14 avril 1943, participé sans succès à la septième  tentative d'évasion de l'histoire du pénitencier fédéral d'Alcatraz avec James Boarman Fred Hunter et Floyd Hamilton.

## Biographie

### Carrière criminelle
Harold Brest est né le 2 janvier 1914 à Sharon dans le comté de Mercer en Pennsylvanie dans une famille de six enfants.
Il commence sa carrière criminelle à l'âge de 15 ans, en 1929, date à laquelle il est condamné à cinq jours de prison pour intrusion.  L'année suivante, il a purgé une peine de 10 jours de prison et, en 1932, il a été condamné à un an de probation dans sa ville natale pour vol de voiture. En 1933, il est envoyé purger une peine de ans de prison à Pittsburg en Pennsylvanie pour chantage.  Il est libéré sur parole en 1936 mais reprend très rapidement ses méfaits, avec son complice Harry James Logan.
Le 2 juillet 1936, il kidnappe un certain Deloria Lester Santee, pour  le transporter de la Pennsylvanie vers l'Ohio dans le but de lui voler son automobile et son argent. Le 25 juillet 1936, dans le Michigan, près de Michigan, Logan et Brest sont repérés par un officier de police qui se met à les poursuivre. Alors que l'officier s'approchait de la voiture Brest lui a tiré dans la bouche avec son arme, manquant de peu de le tuer. Le 10 septembre 1936, Brest et Logan braquent la Farmer's State Bank of Spring Green, dans le Wisconsin, ce qui leur rapporte un peu plus de 30 000 dollars.
Il a par la suite admis  que lui et Logan avaient commis un nombre tellement conséquent de vols de pharmacies, de stations-services, de banques et d'autres établissements dans l'Ohio, la Pennsylvanie, l'Illinois, le Minnesota, le Michigan et le Wisconsin qu'il lui était impossible de se souvenir de tous.
En janvier 1939, il est condamné simultanément à deux peines de vingt-cinq ans d'emprisonnement, une peine de cinq ans et une peine de prison à perpétuité pour braquages de banques, vols et enlèvement. D'abord incarcéré au pénitencier fédéral de Leavenworth, il est transféré à Alcatraz en mars 1937.

### Tentative d'évasion d'Alcatraz
En 1943, Harold Brest se joint à Fred Hunter, James Boarman  et Floyd Hamilton (trois de ses co-détenus d'Alcatraz) pour préparer ensemble une tentative d'évasion.
Le 14 avril 1943, alors qu'ils travaillaient dans les ateliers de la prison et qu'un épais brouillard s'abat sur l'île, les quatre détenus attaquent deux officiers à coups de marteau puis les attachent. Ils brisent ensuite une fenêtre et escaladent le grillage de la prison avant de sauter dans l'eau.
Les évadés commencent à nager en direction de San Francisco. Néanmoins, des gardiens (prévenus par l'un des officiers attachés ayant réussi à se libérer) les aperçoivent et leur tirent dessus.
James Boarman est touché et son corps, ayant coulé instantanément, n'a jamais été retrouvé. Brest et Hunter renoncent à la tentative d'évasion et sont repêchés par un bateau de la prison, Brest n'étant que légèrement blessé au coude. Floyd Hamilton se cache une journée dans une grotte de l'île mais le 16 avril, en raison du froid et de la mer agitée, il renonce à rejoindre San Francisco. Il remonte donc le grillage et se retrouve près du bâtiment des ateliers, où il est découvert par des gardiens puis réincarcéré.
À la suite de cette tentative d'évasion, Brest a été enfermé en cellule d'isolement jusqu'au 21 mai 1944.

### Après la tentative d'évasion
Transféré par la suite au centre médical pour prisonniers fédéraux des États-Unis, Harold Brest est finalement libéré sur parole en 1967. Il décède à l'âge de 65 ans le 31 mai 1979 à Sharon, sa ville natale du comté de Mercer en Pennsylvanie.